# Сентименталізм в українській літературі
Сентименталізм — це літературний напрям, що виник у другій половині 18 — на початку 19 ст. Письменники- сентименталісти прагнули відтворити світ почуттів простої людини, й викликати співчуття до героїв у читачів.
Назву напрям дістав від роману англійського письменника Лоренса Стерна «Сентиментальна подорож по Франції та Італії» (1768 р.). Герої сентименталізму часто є людьми добрими, непристосованими до жорстокості світу, які вміють співчувати та любити.
Сентименталізм відкидає класичні канони композиції. Твір будується не за правилами суворої логічності, а вільно. Досить часто в творах цього напряму використовується ліричні відступи. Сентименталісти описують почуття, занурюються у думки героя, вони спонукають читача уявляти образи не як чіткі форми, а як ніжні картини намальовані аквареллю.

### Сентименталізм в українській літературі
Представниками сентименталізму в українській літературі вважають Григорія  Квітку-Основ`яненка та Івана  Котляревського. Проте не всі твори цих письменників належать до цього напряму. Риси сентименталізму найяскравіше виражені в п'єсі «Наталка Полтавка» І.Котляревського та в повістях «Маруся», «Сердешна Оксана», «Щира любов» Григорія Квітки-Основ'яненка. Скептики твердили, що з україномовних авторів ніхто не здатен написати щось «і звичайне, і ніжненьке, і розумне». Саме ці вимоги (послідовно сентименталістські) Квітка і намагався зреалізувати у своїй повісті «Маруся».
В літературознавстві не існує єдиної думки на предмет наявності сентименталістського напряму в українській літературі. Видатні українські літературознавці О. Білецький та Д. Чижевський вважали, що сентименталізм не здобув вияву в українській літературі. Дмитро Чижевський зауважує «В українській літературі немає потреби утворювати з кількох творів Квітки та одного твору Котляревського окремого літературного напряму». 
Проте існує протилежна точка зору, Сучасне українське літературознавство виокремлює сентименталізм в окрему літературну течію в українській літературі ХІХ ст. (О. Борзенко, І. Лімборський, М. Шкандрій,  Д. Чик).
І. Лімборський вбачає типологічну спорідненість українських письменників 17 — 18 століть із європейським сентименталізмом. Дослідник стверджує, що в першій половині 19 ст. сентименталізм проявив себе у всіх родах української літератури. 
І. Лімборський вирізняє низку ознак сентименталізму як явища, що ознаменувало собою «переорієнтацію художньої свідомості з «життя розуму» на «життя серця»: це ґрунтування на сенсуалістичному підході до дійсності, морально-етичний концепт вищості позитивного героя над своїм оточенням, раціоналістичний схематизм, звернення до зображення «людини природи», «умоглядна теза про можливість перевірки порядності і щиросердості людини за допомогою чуттєвості і навіть за зовнішніми проявами «природної натури» — сліз». Учений узагальнює, що українському сентименталізму були притаманні такі атрибути, як глибоко емоційна особистість, ліризація нарації, глибокий художній психологізм, інтимізація хронотопу: «у макролітературному масштабі український сентименталізм (як, до речі, і класицизм) свідчив про глибокі типологічні збіжності художніх пошуків українських письменників із західноєвропейськими, які належали до цього літературного напряму». Подібної точки зору дотримується О. Борзенко, який акцентує на специфіці українського сентименталізму, зазначаючи, що він, «...зберігаючи основні ознаки європейської моделі, багато в чому, і це природно, живився з джерела місцевої, передусім фольклорної емоційності». О. Борзенко зараховує до основних ознак сентименталізму культ природи та природності, критику міської культури й зображення переваг «серця» над «розумом». В українському варіанті сентименталізму, як підкреслює він, культ простоти та природності єднається з артистизмом та індивідуалізмом. М. Шкандрій  першим і найвідомішим україномовним сентименталістським твором називає «Марусю» Г. Квітки-Основ’яненка. До ознак сентименталізму, які можна зауважити у творах українського письменника, учений зараховує протиставлення простого селянського життя міській афектації, зображення внутрішнього світу індивідуальних почуттів, обрання за своїх шляхетних і трагічних героїв селян і простих людей (демократизація літературного сентименталізму.

###### Список джерел
- http://www.ukrlit.vn.ua/info/criticism/sentimentalizm.html Літературознавчий словник-довідник /
- Чик Д. Ч. Сентименталізм: термінологічне окреслення в літературознавчому дискурсі[2] : В. М. Манакін (гол. ред.), Р. К. Махачашвілі (відп. секретар) та ін.]. — Запоріжжя : ЗНУ, 2009. — № 36. — С. 86—91.